# Vitsiku
Vitsiku es un pueblo del municipio de Toila, situado en el condado de Ida-Viru, Estonia. Según el censo de 2021, tiene una población de 39 habitantes.